# 杨瑞六
杨瑞六（1885年—1966年9月6日），湖南长沙人，中华人民共和国经济学家、武汉大学教授。

## 生平
1903年，毕业于湖南省师范学堂。1906年赴日本留学，加入中国同盟会。辛亥革命期间回国，担任海军陆战队秘书长，后在《长沙日报》担任撰述。1913年3月，到英国伦敦大学政治经济学院攻读货币银行专业。1920年回国后，在吴淞中国公学兼任经济学、会计学教授，在商务印书馆担任会计主任。1926年，任中央研究院经济研究所所长、社会科学研究所研究员。1930年起任武汉大学教授，曾任经济系主任、法学院院长、教务长、文科研究所经济学部主任。1938年，武汉大学迁往四川乐山，杨端六任迁校委员会主任。中华人民共和国成立后，曾任中南军政委员会委员，此后在武汉大学任教授。1966年去世。
1966年，五月文革發生。楊端六因歷史反革命身份而遭到批判打擊。女兒楊靜遠自美國留學於1948年回國後到北京工作。兒子楊弘遠於1954年在武大畢業後留校任教，早因受到壓力而與父母分居以劃清界限，此時又決定斷絕一切關係。9月5日，楊端六病逝。